# Neosybra rotundipennis
Neosybra rotundipennis är en skalbaggsart som beskrevs av Stefan von Breuning 1939. Neosybra rotundipennis ingår i släktet Neosybra och familjen långhorningar. Inga underarter finns listade i Catalogue of Life.